# Aileen Wuornos
Aileen Wuornos, właśc. Aileen Carol Pittman (ur. 29 lutego 1956 w Rochester, zm. 9 października 2002 w Raiford) – amerykańska seryjna morderczyni, która w latach 1989–1990 zamordowała na Florydzie siedmiu mężczyzn. Za 6 z 7 popełnionych morderstw została skazana na sześciokrotną karę śmierci (jednego ciała nie odnaleziono). Wyrok wykonano poprzez wstrzyknięcie trucizny.
Na podstawie historii jej życia nakręcono film Monster z Charlize Theron w roli głównej. Jej postać pojawia się również w serialu American Horror Story: Hotel grana przez Lily Rabe.
Aileen była biseksualna. Jej wieloletnią partnerką była Tyria Moore. Kobiety poznały się w South Daytona w 1986 roku. Podczas procesu Moore zeznawała przeciwko Wuornos.

## Ofiary Wuornos
| Lp. | Ofiara              | Wiek | Data              | Historia ofiary |
| --- | ------------------- | ---- | ----------------- | --- |
| 1   | Richard Mallory     | 51   | 30 listopada 1989 | Właściciel sklepu elektronicznego w Clearwater. Wuornos twierdziła, że Mallory bił, gwałcił i sodomizował ją po tym, jak zawiózł ją na opuszczony teren w celu skorzystania z usług seksualnych. Mallory był pierwszą ofiarą Wuornos. Twierdziła, że zabiła go w obronie własnej. Później okazało się, że Mallory był wcześniej skazany za próbę gwałtu w Maryland. Dwa dni po zabójstwie zastępca szeryfa hrabstwa Volusia znalazł porzucony pojazd Mallory'ego. 13 grudnia jego ciało znaleziono kilka mil dalej w zalesionym terenie; był kilkakrotnie postrzelony, a za przyczynę śmierci uznano dwie rany postrzałowe lewego płuca. |
| 2   | David Spears        | 43   | 1 czerwca 1990    | Pracownik budowlany w Winter Garden. Został uznany za zaginionego 19 maja 1990 r. 1 czerwca 1990 r. jego nagie ciało zostało znalezione wzdłuż U.S. Route 19 na Florydzie w Citrus County. Był sześciokrotnie postrzelony z pistoletu .22 |
| 3   | Charles Carskaddon  | 40   | 6 czerwca 1990    | Pracownik rodeo na pół etatu. 6 czerwca 1990 roku jego ciało zostało znalezione w Pasco County. Został postrzelony dziewięć razy z broni kalibru .22. Ciało było zawinięte w koc elektryczny i w momencie znalezienia ulegało silnemu rozkładowi. Świadkowie widzieli Wuornos używającej samochodu Carskaddona. |
| 4   | Peter Siems         | 65   | 4 lipca 1990      | Emerytowany marynarz handlowy. W czerwcu 1990 roku Siems wyjechał z Jupiter na Florydzie do Arkansas. 4 lipca 1990 roku jego samochód został znaleziony w Orange Springs na Florydzie. Widziano, jak Moore i Wuornos porzucali samochód, a odcisk dłoni Wuornos znaleziono na wewnętrznej klamce drzwi. Jego ciało nigdy nie zostało odnalezione. |
| 5   | Troy Burress        | 50   | 31 lipca 1990     | Sprzedawca kiełbasek z Ocala na Florydzie. 31 lipca 1990 roku został zgłoszony jako zaginiony. 4 sierpnia 1990 roku jego ciało znaleziono w zalesionym terenie wzdłuż drogi stanowej nr 19 w hrabstwie Marion. Został dwukrotnie postrzelony. |
| 6   | Charles Humphreys   | 56   | 11 września 1990  | Emerytowany major Sił Powietrznych USA, były stanowy śledczy do spraw molestowania dzieci i były szef policji. 12 września 1990 roku jego ciało zostało znalezione w hrabstwie Marion. Był w pełni ubrany i został postrzelony siedem razy w głowę i tułów. Jego samochód został znaleziony w Suwannee County. |
| 7   | Walter Jeno Antonio | 62   | 19 listopada 1990 | Kierowca ciężarówki, ochroniarz i rezerwowy policjant. 19 listopada 1990 roku prawie nagie ciało Antonio zostało znalezione w pobliżu odległej drogi do wycinki drzew w Dixie County. Został czterokrotnie postrzelony. Pięć dni później jego samochód został znaleziony w Brevard County. |

- Źródło:[2].